# Kavakalanı, Çivril
Kavakalanı là một xã thuộc huyện Çivril, tỉnh Denizli, Thổ Nhĩ Kỳ. Dân số thời điểm năm 2010 là 41 người.